# Ксанаес
Ксана́ес (ісп. Xanaes), також відома як Рі́о-Сегу́ндо (ісп. Río Segundo) — річка у північній частині аргентинської провінції Кордова.
Ксанаес народжується на схилах Сьєрра-де-Кордова на висоті близько 2000 м у долині Паравачаска у місці злиття річок Де-Ла-Суела, Лос-Кондорітос, Сан-Хосе, Сан-Педро, Лос-Еспінільйос, Медіо, Лос-Реартес, Лос-Молінос, Анісакате біля міста Деспеньядерос. Після Деспеньядероса річка тече пампою спочатку з заходу на схід, потім з південного заходу на північний схід. Згодом Ксанаес розпадається на два рукави і впадає в озеро Мар-Чикіта.
Річка має довжину 340 км і протікає через такі міста: Деспеньядерос, Ріо-Сегундо, Пілар, Вілья-дель-Росаріо, Трансіто, Арроїто, Ель-Тіо, Консепсьйон-дель-Тіо, Марулл, Альтос-де-Чипйон.
Назва річки походить з мови місцевих індіанців комечигонів. Первісна вимова назви не збереглася, припускають, що вона могла звучати «Шанаес» або «Ханаес». З XVIII ст. річка називалася Ріо-Сегундо (ісп. Río Segundo — Друга Річка), оскільки вона є другою за рахунком з півночі на південь великою річкою провінції Кордова. Таку ж саму назву отримало місто, яке розташоване на річці і департамент навколо нього. Ця назва використовувалася до 1980-х років, коли було вирішено повернути річці її первісне ім'я.